# Albert Orsborn
Albert William Thomas Orsborn, född 4 september 1886, död 4 februari 1967, var en brittisk poet och psalmförfattare som var Frälsningsarméns 6:e general (internationelle ledare) 1946–1954.
Som son till en stabskapten i Frälsningsarmén blev han tidigt anställd som kontorist vid Frälsningsarméns högkvarter i London. Albert Orsborn blev frälsningsofficer 1905 och var bland annat 1933–1936 chefsekreterare i Nya Zeeland och 1936–1940 var han Kommendör i England innan han utnämndes till general. General Orsborns son Howard (* 1917, † 2008) var 1977–80 territoriell ledare för Frälsningsarmén i Sverige.
Orsborn började redan i unga år att skriva poesi och har skrivit omkring 250 sånger varav några finns i Frälsningsarméns sångbok 1990 (FA).

## Psalmer
- Att vara Kristi brutna bröd (FA nr 385) skriven 1946
- I din närhet, o min Herre (FA nr 413) 1920
- Vår Frälsare kom för att lösa var själ (FA nr 452) 1925
- Frälsningsfana! Dina färger fladdrar friskt i morgonbris (FA nr 613) 1932
- Från källans djup jag längtar få av vattnet som livet mig ger (FA nr 792)
- Låt din härlighet, Jesus, bli sedd hos mig (FA nr 797) 1925
- Ej mer, ej mer, han min synd ej minnes mer (FA nr 818)